# El revoltoso
El revoltoso es una película de comedia mexicana de 1951 escrita y dirigida por Gilberto Martínez Solares, y protagonizada por Germán Valdés «Tin-Tan», Rebeca Iturbide y Perla Aguiar. Esta película marca el debut actoral de Antonio «El Ratón» Valdés, otro de los hermanos de Tin-Tan, aunque reaparecería años más tarde en papeles menores o secundarios.

## Argumento
Tin-Tan es conocido entre sus vecinos como «El Revoltoso» debido a su propensión a enredarlo todo. Una estafa lo lleva a la cárcel luego de hacer trampa en un juego de póker al cual asistió invitado por una millonaria llamada Aída y su afición por meterse en lo que no le importa termina ocasionando que su novia Lupita, de quien se enamora, sea acusada de traficante. Ante tan grave acusación, Tin-Tan hará todo lo que esté en sus manos para evitar que sea encarcelada.

## Reparto
- Germán Valdés como Tin-Tan
- Rebeca Iturbide como Aída
- Perla Aguiar como Lupe Chávez
- Marcelo Chávez como Marcelo
- Juan García como el Peralvillo
- Wolf Ruvinskis como Roberto
- José René Ruiz como Sapo
- Charles Rooner como Mr. Brown
- Lupe Llaca como amiga de Aída
- Lucrecia Muñoz como Consuelo «Chelito»
- Lupe Inclán como Doña Trini, portera
- Lily Aclemar como compañera de juego de Mr. Brown
- Magdalena Estrada como doña Panchita

### Sin acreditar
- Gregorio Acosta como guardia llorón
- Armando Arriola como hombre en choque
- Stephen Berne como boxeador viejito en entrenamiento
- Rodolfo Calvo como médico
- José Chávez como prisionero
- Fernando Curiel como detective de policía
- Enedina Díaz de León como vecina chismosa
- Rogelio Fernández como transeúnte gruñón
- Jesús Gómez como policía
- Leonor Gómez como dueña del cochino
- Vicente Lara como prisionero
- Elvira Lodi como vecina nueva
- Margarito Luna como prisionero
- Pepe Martínez como invitado a fiesta
- José Ortega como Don Rufino
- Humberto Rodríguez como viejito, jardinero
- Ángela Rodríguez como sirvienta de Aída
- Félix Samper como prisionero anciano, el Santa Claus
- Manuel Sánchez Navarro como juez
- María Valdealde como cantante ridícula en fiesta
- Ramón Valdés como detective de policía
- Antonio Valdés como bailarín en fiesta
- Conrado Norton como bailarín en fiesta
- Enrique Zambrano como cómplice de robo de Peralvillo

## Producción

### Rodaje
Inició su rodaje el 26 de febrero de 1951, filmándose con un formato de 35 mm en los Estudios Tepeyac, y contando con un presupuesto de 400 mil pesos.

## Estreno
El revoltoso se estrenó el 16 de agosto de 1951 en el cine Palacio Chino de Ciudad de México.